# La Bussière-sur-Ouche
La Bussière-sur-Ouche is een gemeente in het Franse departement Côte-d'Or (regio Bourgogne-Franche-Comté) en telt 190 inwoners (1999). De plaats maakt deel uit van het arrondissement Beaune.

## Geografie
De oppervlakte van La Bussière-sur-Ouche bedraagt 20,0 km², de bevolkingsdichtheid is 9,5 inwoners per km².
De onderstaande kaart toont de ligging van La Bussière-sur-Ouche met de belangrijkste infrastructuur en aangrenzende gemeenten.

## Demografie
Onderstaande figuur toont het verloop van het inwonertal (bron: INSEE-tellingen).